# Tar Zerind
Zerind vagy Szerénd, a „tar” (? – 971 előtt), Szent István király rokona, a Szent István ellen fellázadt Koppány somogyi vezér apja volt.

## Származása
Szent István és Tar Zerind rokonsági foka bizonytalan. A rokonságot az alapozza meg, hogy fiának tartják Koppányt, aki csak erre alapozhatta trónigényét. Semmilyen konkrét elsődleges forrás nincs Zerind és Koppány viszonyáról, vagy akár Koppány lázadásáról és trónigényéről. Mivel a nevét viselő települések és birtokok Teveli és Termecsü birtokai mellett fekszenek, Hóman Bálint feltette, hogy Zerind Árpád nagyfejedelem legidősebb fiának, Tarkacsunak az ágából ered, s így Teveli fia és Termecsü öccse lehetett. Eszerint Árpád legidősebb fiának, Tarkacsunak volt fia Teveli, unokája Tar Zerind, aki így Termacsu öccse és Árpád dédunokája volt.
Mivel Somogy 955 előtt Falicsi szállásterülete volt, Györffy György korábban úgy gondolta, hogy Koppány Falicsi ágához tartozott, de – többek között mivel Koppány neve nem található a Falicsi (Fajsz) nevét viselő helyek, azaz birtokai közelében – megváltoztatta álláspontját és elfogadta Hóman Bálintét.
Bakay Kornél Tar Zerindet Géza öccsével, Mihállyal azonosítja, fiát, Koppányt pedig Szár Lászlóval, arra alapozva, hogy ők is megkeresztelkedtek, még ha csak színleg is: "Mihály azonos Tar-Szörénddel, tehát a pogány neve Tar-Szörénd volt. Tehát a két testvér; Gyevicsa (Géza) és Tar-Szörénd. A keresztségben az egyik a Stephanos (= a Megkoszorúzott), a másik a Mihály nevet kapta. Ha ez a feltevésem helyes, akkor még kiélezettebb a történelmi dráma, mert Tar-Szörénd fia Koppány, Géza fia Vajk. A keresztségben Vajk ugyancsak a Stephanos nevet kapta" Tar Zerindnek és Koppánynak azonban nem ismerjük a keresztény nevét, Mihálynak és Szár Lászlónak pedig a pogány nevét, s ezeket a hiányokat ez a feltételezés kitölti.
Mihály azonban Géza öccse volt, Koppány pedig jóval idősebb Istvánnál, mert az éppen felserdült István előtt Koppány előbb Biharban, majd Somogyban birtokolt területeket. Tar Zerind Gézánál minden bizonnyal idősebb volt.
Egy végleg eldönthetetlen lehetőség szerint I. Boleszláv lengyel király második feleségének apja esetleg ő (is) lehetett, s így ő (is) lehetett Veszprém nagyapja.

## Birtokai
Falicsi magyar fejedelem halálával kapta meg a somogyi hercegséget. Taksony fejedelem idején a Duna alsó szakaszán és a bihari dukátusban rendelkezett szállásokkal. Esetleg a ma Olténiában levő hajdani bánsági központ, Szörény is róla kapta a nevét. Neve a Duna bal partján innen a Dráva torkolatáig fordul elő helynevekben. Dukátusi szálláshelyét az Arad megyei Zerind község őrzi. Ekkor Taksony fia, Géza a nyitrai dukátust uralta. Tar Zerind még Géza fejedelem hatalomra kerülése előtt meghalt, ekkor nyerhette el Géza a bihari-aldunai dukátust.